# Old Trafford Cricket Ground
Der Old Trafford Cricket Ground, meist einfach als Old Trafford bezeichnet, ist eines der sechs traditionellen Test-Match-Stadien in England und Heimat des Lancashire County Cricket Clubs.

## Stadion

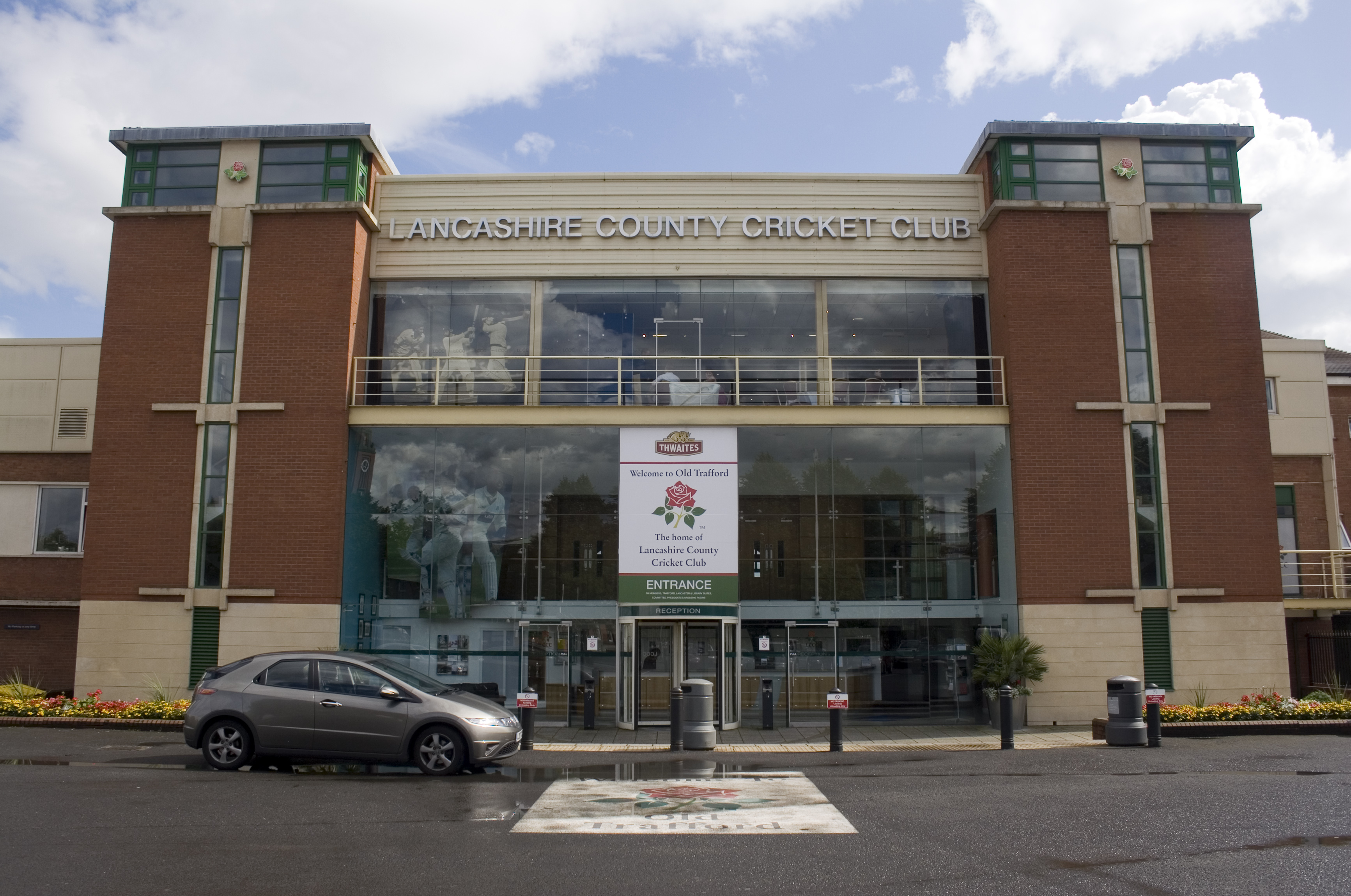
Eingang des Lancashire County Cricket Clubs

Das Stadion ist seit 1864 die Heimat des Lancashire County Cricket Clubs, war aber schon seit 1856 das Heimstadion des Manchester Cricket Clubs. Das erste Test-Match fand hier 1884 statt. Es liegt an der Talbot Road im Metropolitan Borough Trafford in Greater Manchester, unweit des Fußballstadions Old Trafford. Normalerweise bietet es 15.000 Zuschauern Platz, für Länderspiele, wie Test-Matches, wird die Zuschauerkapazität auf 22.000 erhöht. Die beiden Enden der Pitch heißen Stretford End im Westen und Brian Statham End (früher Warwick Road End) im Osten.
Der dreistöckige pavilion (Clubhaus) ist der älteste Teil des Stadions und stammt aus dem Jahr 1895. Im Gegensatz zu anderen Stadien liegt das Clubhaus parallel zur Cricket-Pitch, was ausgerechnet den Club-Mitgliedern eine schlechte Sicht auf das Spielgeschehen bietet.
Nachdem ursprünglich ein Umzug in ein neues Cricketstadion angedacht war, entschied man sich für eine gründliche Modernisierung des Stadions, die bis Ende 2012, rechtzeitig zur nächsten Ashes-Serie 2013, abgeschlossen sein soll. Die ganze Saison 2011 über war das Stadion deswegen geschlossen. Im Zuge des Umbaus wird auch die Pitch neu angelegt und um 90 Grad in Nord-Süd-Richtung gedreht.

## Geschichte
- 1956: Jim Laker wird der erste Bowler, der alle 10 Wickets in einem Test-Innings erreicht, im zweiten Innings des 4. Tests gegen Australien (10-53). Schon im ersten Innings hatte er 9-37 erzielt, seine insgesamt 19 Wickets in diesem Test sind bis heute unerreicht.
- 1963: Am 1. Mai fand das erste One-day Match mit dem Start des Gillette Cups statt. Ironischerweise dauerte dieses erste Eintages-Match zwei Tage.[2]
- 1984: Viv Richards erzielt 189* (not out) für die West Indies im 1. One-Day International der Texaco Trophy gegen England. Dieser Rekord wurde erst 1997 von Saeed Anwar mit 194 Runs überboten.
- 1990: Sachin Tendulkar erzielt seinen ersten Test-Century im Alter von 18 Jahren.
- 1993: Der Australier Shane Warne bowlt seinen Ball of the Century gegen Mike Gatting. In demselben Spiel scheidet Graham Gooch durch Handled the ball aus – der fünfte Fall von nur insgesamt sieben in allen Test-Matches seit 1877.
- 2017: Austragungsort des Benefizkonzerts One Love Manchester.
- 2019 – Neuseeland besiegt im Halbfinale des Cricket World Cup 2019 Indien und zieht selbst ins Finale ein.